# Lima Barreto
Vitor Lima Barreto, conosciuto semplicemente come Lima Barreto (Casa Branca, 23 giugno 1906 – Campinas, 23 novembre 1982), è stato un regista, sceneggiatore e attore brasiliano.

## Biografia
Autodidatta, dopo alcuni cortometraggi Lima Barreto diresse nel 1953 Il brigante, uno dei maggiori successi del cinema brasiliano degli anni cinquanta che vinse due premi al Festival di Cannes.
Lavorò anche come sceneggiatore di alcuni film tra cui Inocência e Ele, o Boto, diretti da Walter Lima Jr. dopo la sua morte avvenuta per un attacco di cuore nel 1982, mentre si trovava in una casa di cura della città di Campinas.
È stato sposato con l'attrice brasiliana Araçary de Oliveira.

## Filmografia

### Regista
- Fazenda Velha (1940) – Cortometraggio
- Painel (1951) – Cortometraggio
- Santuário (1952) – Cortometraggio
- Il brigante (O Cangaceiro) (1953)
- São Paulo em Festa (1954)
- A Primeira Missa (1961)

### Sceneggiatore
- Il brigante (O Cangaceiro) (1953)
- São Paulo em Festa (1954)
- A Primeira Missa (1961)
- Américas Unidas, regia di Alberto Severi (1963)
- Quelé do Pajeú, regia di Anselmo Duarte (1970)
- Pontal da Solidão, regia di Alberto Ruschel (1974)
- Inocência, regia di Walter Lima Jr. (1983)
- Ele, o Boto, regia di Walter Lima Jr. (1987)

### Attore
- Terra É Sempre Terra, regia di Tom Payne (1951)
- Tico-tico no fubá, regia di Adolfo Celi (1952)
- Il brigante (O Cangaceiro) (1953)
- A Primeira Missa (1961)
- D. Quixote, regista non conosciuto (1967) – Film tv

## Riconoscimenti
- Festival di Cannes
  - 1953 – Prix International du film d'aventures per Il brigante
  - 1953 – Candidatura al Grand Prix per Il brigante
  - 1961 – Candidatura alla Palma d'oro per A Primeira Missa